# Gujō

Gujō (郡上市 Gujō-shi?) este un municipiu din Japonia, prefectura Gifu.